# Маруново
Маруново (пол. Marunowo, нім. Fitzerie) — село в Польщі, у гміні Чарнкув Чарнковсько-Тшцянецького повіту Великопольського воєводства.
Населення — 266 особи (2020).
У 1975—1998 роках село належало до Пільського воєводства.

## Демографія
Демографічна структура станом на 31 березня 2011 року:
|          | Загалом | Допрацездатний вік | Працездатний вік | Постпрацездатний вік |
| -------- | ------- | ------------------ | ---------------- | -------------------- |
| Чоловіки | 136     | 24                 | 96               | 16                   |
| Жінки    | 130     | 25                 | 80               | 25                   |
| Разом    | 266     | 49                 | 176              | 41                   |